# P5 STHLM
P5 STHLM var Sveriges Radios lokala musikkanal i Stockholm, som spelade musik från 1990-talet och framåt.
Kanalen, som startade i maj 2015 och lades ned november 2018, hördes på 93,8 MHz samt på Internet. Den hördes också på frekvensen 97,6 MHz i Södertälje. P5 STHLM lyfte aktuella ämnen med utgångspunkt i Stockholm och hade målgruppen "storstadsbor mitt i livet".
P5 STHLM direktsände från morgon till kväll och även helger samt hade reportrar i olika delar av länet. Kanalen sände sina program från Radiohuset på Gärdet och från en studio på Drottninggatan. Det var en social kanal som lyfte in röster från stockholmare både i program och digitalt. Då kanalen primärt var en musikkanal gästades programmen ofta av artister som spelade live.
Den 4 maj 2015 bytte P5 STHLM namn från SR Metropol, som sände under åren 2007–2015.

## Programledare

### Morgon
Martina Thun, Farzad Nouri

### Förmiddag
Rasmus Almerud

### Eftermiddag
Lisa Friberg

### Kväll & helg
Mariana Benyamin Sir, Demir Lilja, Martin Bentancourt, Henrik "Eye N' I" Blomqvist

## P5 Morgon
P5 Morgon var ett morgonradioprogram som satte fokus på alltifrån världsliga frågor till obskyra stockholmsfenomen, och var ett personligt aktualitetsprogram.

## Tablå
Vid 05:59 började morgonprogrammet och sände fram till 09:45 då Förmiddagsprogrammet tog vid och sände fram till 13:00. Klockan 15:00 började eftermiddagssändningarna och sände fram till 17:45 sedan tog kväll i P5 Sthlm vid och sände fram till Ekonyheterna 21:00. Mellan 13:00 och 15:00 och mellan 21:03 och 00:00 sändes programmet Musikmix i P5 Sthlm. Nattetid mellan 00:02 och 05:59 sändes Vaken i P3 och P4.

## Nedläggning
Sveriges Radios ledning beslutade 2018 att lägga ner kanalen. Sändningarna upphörde kl. 10.10, tisdag 20 november 2018. P4 Stockholm tog över frekvensen. 